# Cuvignonepas
De Cuvignonepas (Italiaans: Passo del Cuvignone) ligt in de Italiaanse provincie Varese en vormt de verbinding tussen Cittiglio en Porto Valtravaglia aan het Lago Maggiore. Vanwege de relatief geringe hoogte is de pas het gehele jaar berijdbaar. De Cuvignone is vooral belangrijk voor het toerisme. Nabij de pashoogte stijgen vaak deltavliegers op, voor wielrenners is de ongeveer 800 meter hoge klim met een gemiddeld stijgingspercentage van meer dan 8% een uitdaging. De bergpas werd tweemaal beklommen in de Giro d'Italia van 1995.
In het centrum van Cittiglio, rijdende richting Laveno, takt een weg af naar rechts. Deze voert met krappe bochten omhoog naar de ingang van het dal van het riviertje San Giulio. Het landschap is vooral de eerste kilometers erg woest. De San Giulio heeft in dit gedeelte een diepe kloof uitgesleten waardoor men zich in de hoge Alpen waant. Na zes kilometer is de hoogvlakte bereikt waar de gehuchten Vararo en Casere liggen. Deze liggen aan de noordzijde van de 1060 meter hoge Sasso del Ferro waarvan de top een spectaculair uitzicht over het Lago Maggiore biedt. De laatste 3,5 kilometer naar de pashoogte stijgen aan een percentage rond de 9% over een smalle weg. Bij helder weer, meestal 's winters, zijn zelfs de Apennijnen van hier te zien.
De pashoogte ligt in de bossen verscholen. Het is een smalle richel tussen de Monte Nudo en de Pizzoni di Laveno. De Passo Cuvignone is populair bij amateurastronomen vanwege de minimale lichtvervuiling, naast de weg hangt een kaart van de sterrenhemel om het hen gemakkelijker te maken. De afdaling gaat met veel haarspeldbochten omlaag door een onbewoond dal. Enkele kilometers verder ligt aan de linkerkant het Rifugio Adamoli vanwaar een korte wandeling gaat naar een uitzichtsbalkon over het Lago Maggiore.
Vier en halve kilometer van de Cuvignone ligt de Passo Sant'Antonio waar de weg splitst: rechts naar Arcumeggia,het dorpje met de befaamde openluchtfresco's, links naar Porto Valtravaglia.

## Foto's

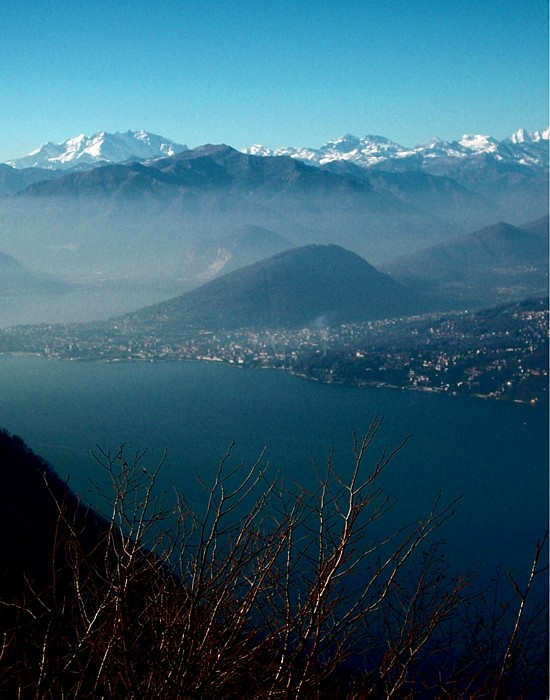
Uitzicht op Lago Maggiore
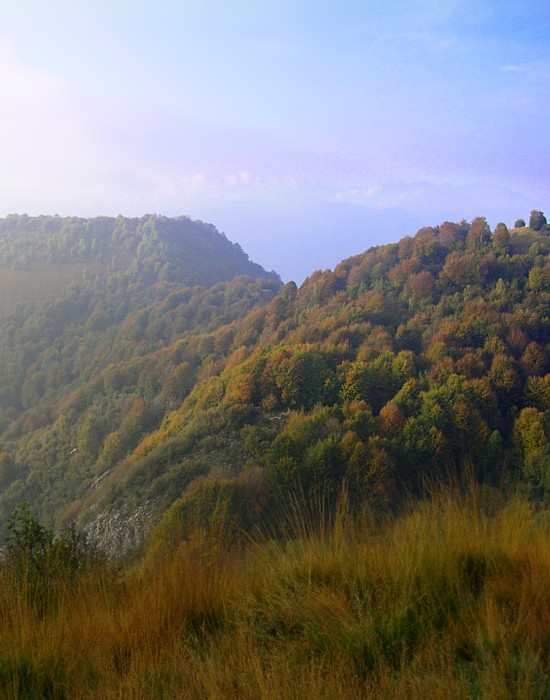
Het bergzadel van de Cuvignone